# Pflicht und Liebe
Pflicht und Liebe (Originaltitel: Across to Singapore) ist ein US-amerikanisches Stummfilmdrama mit Ramón Novarro und Joan Crawford aus dem Jahr 1928. Es basiert auf dem Romen All The Brothers Were Valiant von Ben Ames Williams.

## Handlung
Joel und Mark Shore sind harte Seeleute und lieben beide die hübsche Nachbarstochter Priscilla Crowninshield. Mark behauptet einen Tag vor der Abfahrt der gesamten Familie Shore nach Singapur, mit Priscilla verlobt zu sein. Diese reagiert mit Abscheu auf die Überraschung und stürzt damit Mark in die Trunksucht, was auf der Überfahrt über das stürmische Meer zu vielen Konflikten mit der Mannschaft führt. Am Ende findet Mark den Tod, während Joel und Priscilla ihre Liebe füreinander entdecken.

## Hintergrund
Joan Crawford stand seit 1925 bei MGM unter Vertrag und stieg rasch zu einer beliebten Darstellerin auf. Einen festen Rollentypus hatte sie allerdings noch nicht für sich gefunden und so spielte sie abwechselnd Haupt- und Nebenrollen in den unterschiedlichsten Genres. Seit Mitte 1927 war sie bereits fest etabliert als Leading Lady neben den größten männlichen Stars des Studios, so mit John Gilbert in Twelve Miles Out, Lon Chaney in The Unknown und William Haines in Spring Fever.
Ramon Novarro war seit Beginn des Jahrzehnts zu einem der größten männlichen Stars in Hollywood aufgestiegen. Meist war er in opulent ausgestatteten Abenteuerfilmen oder romantischen Melodramen zu sehen, in denen oft Alice Terry an seiner Seite spielte. Das Studio versuchte mit der Verfilmung des populären Abenteuerromans All the Brothers Were Valiant, Novarro ein härteres Image zu geben. Doch das Publikum akzeptierte den Schauspieler nicht als unrasierten Seebären, der weder Tod noch Teufel scheut, um seine Liebste zu retten. Mit dem Aufkommen des Tonfilms schaffte es Ramon Novarro etwas überraschend trotz eines starken Akzents, durch die Mitwirkung in Operetten und Musicals seine Popularität sogar noch auszubauen.
Joan Crawford war rückblickend von ihrem Auftritt und dem Film an sich nicht sonderlich angetan:

„Ich konnte den Singapur-Film nicht ausstehen--sowohl Ramon Novarro als auch ich waren absolut fehlbesetzt.“

## Kinoauswertung
Mit Herstellungskosten von 290.000 US-Dollar war es eine für MGM-Standards durchschnittlich teure Produktion. Er spielte in den USA mit einer Summe von 548.000 US-Dollar einen durchschnittlichen Wert ein. Mit den Auslandseinnahmen von 333.000 US-Dollar und einem kumulierten Gesamtergebnis von 881.000 US-Dollar konnte das Studio am Ende einen respektablen Gewinn in Höhe von 306.000 US-Dollar realisieren.

## Kritiken
Die meisten Kritiker bemängelten den Mangel an Logik und die uninspirierte Regie.
Photoplay riet den Zuschauern, nicht auf die verworrene Handlung zu achten:

„Versuchen Sie gar nicht, den Wendungen des Drehbuchs zu folgen--halten Sie sich einfach vor Augen, dass die Ausbrüche von Boshaftigkeit und die tobende See nicht in der Lage sind, Ramon Novarro oder Joan Crawford unterzukriegen.“

Film Daily war ebenfalls nicht sonderlich angetan:

„Ramon Novarro ist fehlbesetzt als harter Seehund. Er hätte besser den üblichen Romeo Stoff spielen sollen. Joan Crawford ist reizend und wie immer ein hübscher Anblick.“